# AS Cotonou
El AS Cotonou es un equipo de fútbol de Benín que milita en la Primera División de Benín, la segunda liga de fútbol más importante del país.

## Historia
Fue fundado en la ciudad de Cotonú y han sido campeones de la Premier League de Benín en una ocasión en 1971, aunque no juegan en la máxima categoría desde la temporada 1990. Es un equipo que ha estado a la sombra del ASPAC FC y del Requins de l'Atlantique FC, los equipos históricamente más fuertes de Cotonú.
A nivel internacional han participado en un torneo continental, en la Copa Africana de Clubes Campeones 1972, en la cual fueron eliminados en la primera ronda por el ASFA Dakar de Senegal.

## Palmarés
- Premier League de Benín: 1

1971

## Participación en competiciones de la CAF
| Temporada | Torneo                            | Ronda | Club       | Casa | Visita | Global |
| --------- | --------------------------------- | ----- | ---------- | ---- | ------ | ------ |
| 1972      | Copa Africana de Clubes Campeones | 1     | ASFA Dakar | 2-3  | 0-3    | 2-6    |